# موراي ميتشيل
موراي ميتشيل (19 مارس 1923 في الولايات المتحدة - 11 يونيو 2013 في الولايات المتحدة) (بالإنجليزية: Murray Mitchell)‏ هو مدرب كرة سلة ولاعب كرة سلة أمريكي في مركز الوسط. لعب مع Anderson Packers ‏.

## وصلات خارجية
- موراي ميتشيل على موقع إن بي أي (الإنجليزية)
- موراي ميتشيل على موقع سبورتس رفرنس (الإنجليزية)
- موراي ميتشيل على موقع ريلجم (الإنجليزية)
- موراي ميتشيل على موقع بروبوليرز (الإنجليزية)